# Енурмінське сільське поселення
Енурмінське сільське поселення (рос. Энурминское сельское поселение) — муніципальне утворення в складі Чукотського району Чукотського автономного округу Російської Федерації. Адміністративний центр — село Енурміно. Станом на 1 січня 2009 року на території сільського поселення проживало 311 осіб.